# Cas Son Oms
El Cas Son Oms és un presumpte cas de corrupció urbanística que afecta els polítics mallorquins Maximilià Morales i Bartomeu Vicens, d'Unió Mallorquina.

## Primeres actuacions
El cas s'inicià a finals de 2007, quan la Fiscalia Anticorrupció començà investigar la presumpta trama que s'hauria pogut crear al voltant dels terrenys de Son Oms a conseqüència d'una denúncia de l'empresari Ángel Ochando. La trama consistia a cobrar una comissió per requalificar aquests terrenys rústics en sòl industrial. El pagament s'havia de fer a través de l'empresa fantasma Metalumba SL.
El cas sortí a la llum pública el 24 d'octubre de 2007, arran de la citació dels dos polítics inculpats per part de la fiscalia. Tot i així, els fets es remunten a principis dels anys noranta.
Altres implicats en la trama són el misser Jaume Montis, que hauria actuat com a intermediari en el cobrament dels diners, la dona de Vicens, Antònia Martorell i l'administradora de la societat Metalumba S.L., Elizabeth Diéguez.
El dia 17 de setembre de 2008 foren detingudes dues persones en relació amb aquest cas: Tomàs Martín, comptable de Metalumba i J.L., un empresari belga. Els detinguts estan acusats de, l'any 2005, falsificar factures per valor de 200 000 euros per, presumptament, blanquejar els diners de la trama.

## Desenvolupament judicial
El cas Son Oms està dividit en diverses peces separades, una de les quals és l'anomenada Operació Maquillatge.

### Peça informe
De les restants, la primera que va ser jutjada fou la relativa a un informe encarregat per Vicens a Tomàs Martín quan el primer era Conseller Executiu de Territori del Consell de Mallorca. Segons la sentència del Tribunal Superior de Justícia de les Illes Balears de 17 de desembre de 2009, Vicens encarregà a principis de 2007 un informe sobre el valor de sòl que costà 12.024 euros i que Martín copià d'internet. Damià Nicolau Ferrà validà l'encàrrec com a director insular d'Ordenació del Territori del Consell. El tribunal considerà provat que es tractava d'un treball fictici amb el propòsit deliberat de gratificar amb fons públics la intervenció de Martín en les activitats particulars de Vicens en Son Oms. L'exconseller fou condemnat a quatre anys i mig de presó, Damià Nicolau a dos anys i tres mesos, i Tomàs Martín a nou mesos de presó o multa substitutòria de 4.320 euros. A conseqüència de la condemna, Bartomeu Vicens va dimitir com a diputat del Parlament de les Illes Balears el 18 de desembre de 2009.

### Operació Maquillatge
L'operació Maquillatge sorgí del Cas Son Oms, però posteriorment es convertí en causa en si mateixa, dividint-se en una quinzena de peces separades. Actualment està en investigació, i amb declaracions per part dels acusats.